# Compsophorus seyrigi
Compsophorus seyrigi là một loài tò vò trong họ Ichneumonidae.